# Kati Marton
Kati Marton (Budapest, 3 de abril de 1949) es una escritora y periodista húngaro-estadounidense. Ha realizado  reportajes para ABC News como corresponsal en el extranjero y National Public Radio donde comenzó como asistente de producción en 1971, además ha trabajado en medios impresos y ha escrito varios libros.
Fue presidenta de la Coalición Internacional para la Salud de las Mujeres y directora del Comité para la Protección de los Periodistas y de otros organismos como el Comité Internacional de Rescate, Human Rights Watch y la New America Foundation.

## Trayectoria
Marton nació en Budapest, hija de la reportera de UPI Ilona Marton y del reportero de Associated Press, Endre Marton. Sus padres sobrevivieron al Holocausto de la Segunda Guerra Mundial pero nunca hablaron de ello. Cumplieron casi dos años de prisión acusados falsamente de espionaje para Estados Unidos y Kati y su hermana mayor tuvieron que ser cuidadas por extraños. Criada como católica, supo mucho más tarde y por accidente, que sus abuelos eran judíos y que habían sido asesinados en el campo de concentración de Auschwitz. Entre los muchos honores que recibieron sus padres por sus reportajes sobre la revolución húngara de 1956 se encuentra el premio George Polk. La familia huyó de Hungría tras la revolución y se estableció en Chevy Chase, Maryland, donde Marton asistió al instituto Bethesda-Chevy Chase.
Estudió también en Wells College, Aurora, Nueva York, la Sorbona y el Institut d'Études Politiques de París. En Hungría, tuvo una niñera francesa, por lo que creció hablando húngaro y francés y aprendió inglés americano cuando su familia se mudó a Estados Unidos. Tiene un máster en Relaciones Internacionales por la Universidad George Washington.
Ha estado casada tres veces. Por primera vez, con Carroll Wetzel, un banquero de inversión internacional jubilado de Filadelfia, a principios de la década de 1970. Su segundo marido fue el presentador de noticias de ABC, Peter Jennings. Jennings y Marton tuvieron dos hijos, Elizabeth y Christopher, antes de divorciarse en 1993.[cita requerida]
Su tercer marido fue el diplomático Richard Holbrooke desde 1995 hasta su muerte en diciembre de 2010. Con él viajó frecuentemente durante sus misiones diplomáticas por la antigua Yugoslavia y Oriente Medio. Escribió sobre él y sobre el proceso de recuperación tras su muerte en sus memorias de 2012 Paris: A Love Story.

## Reconocimientos
Ha recibido varias distinciones por sus reportajes, entre ellas el Rebekah Kohut Humanitarian Award de 2001, otorgado por el Consejo Nacional de Mujeres Judías, el 2002 Matrix Award for Women Who Change the World, el Premio Peabody (presentado en WCAU-TV, Filadelfia, en 1973), y la Cruz de Comendador de la Orden del Mérito de la República de Hungría, el más alto honor civil del país. También recibió el International Center in New York's Award of Excellence. Su libro, Enemies of the People: My Family's Journey to America, fue una autobiografía finalista del National Book Critics Circle Award en 2009.

## Obra selecta
- Marton, Kati (2021). The Chancellor: The Remarkable Odyssey of Angela Merkel. New York: Simon & Schuster. ISBN 9781501192623. OCLC 1236259986.
- Marton, Kati (2017). True Believer: Stalin's Last American Spy. New York: Simon & Schuster. ISBN 9781476763774. OCLC 962006152.
- Marton, Kati (2012). Paris: A Love Story. New York: [Simon & Schuster]. ISBN 978-1-4516-9154-2. OCLC 778417065.
- Marton, Kati (2010). A nép ellenségei : családom regénye [Enemies of the people] (en húngaro). Budapest: Corvina. ISBN 978-963-13-5882-7.
- Marton, Kati (2009). Enemies of the people : My Family's Journey to America (1st Simon & Schuster hardcover edición). New York: Simon & Schuster. ISBN 978-1-4165-8612-8. OCLC 759874746.
- Marton, Kati (2006). The great escape : nine Jews who fled Hitler and changed the world. New York: Simon & Schuster. ISBN 978-0-7432-6115-9. OCLC 70864519.
- Marton, Kati (2008). Kilenc magyar aki világgá ment és megváltoztatta a világot [Great escape] (en húngaro). (translator) Bart Dániel. Budapest: Corvina. ISBN 978-963-13-5681-6. OCLC 226076973.
- Marton, Kati (2001). Hidden power : presidential marriages that shaped our recent history (1st edición). New York: Pantheon Books. ISBN 0-375-40106-7. OCLC 50625328.
- Marton, Kati (1996). A death in Jerusalem (1st Arcade edición). New York: Arcade Publishing|Arcade. ISBN 1-55970-352-0.
- Marton, Kati (1987). An American woman (1st edición). New York: W.W. Norton. ISBN 0-393-02420-2.
- Marton, Kati (1995). Wallenberg : missing hero (1st Arcade edición). New York: Distributed by Little, Brown and Company. ISBN 1-55970-276-1.
- Marton, Kati (1990). The Polk conspiracy : murder and cover-up in the case of CBS News correspondent George Polk (1st edición). New York: Farrar, Straus & Giroux. ISBN 0-374-13553-3.